# 15760 알비온
(15760) 1992 QB₁은 명왕성과 그 위성인 카론 이후 발견된 최초의 큐비원족 천체이다. 1992년 하와이의 마우나케아 천문대의 David C. Jewitt와 Jane X. Luu에 의해 발견되었다. 현재는 고전적 카이퍼 대 천체로 분류되며 임시 명칭이었던 QB₁은 이러한 종류의 천체를 가리키는 큐비원족(QB₁族, 영어: cubewano)이라는 말이 생겨나게 된 원인이 되었다.
임시 명명법  "QB₁"은 그 해의 8월 말에 발견된 27 번째 천체라는 의미이다.
발견자는 이 천체에 "Smiley"라는 이름을 붙일 것을 제안했으나 그 이름은 이미 미국 천문학자의 이름을 딴 혜성인 1613 Smiley에 붙여져 있었다. 그 이후 15760이라는 번호를 부여받았지만 정식 이름은 부여받지 못하고 남아있고 그냥 간단하게 "QB₁"이라고 불리고 있다. 그러나 발견연도가 같이 붙지 않으면 중복될 수가 있다. 2018년 1월 31일 소행성체 센터에서는 "알비온(Albion)"이라는 이름을 공식적으로 사용했으며 그 이름은 영국의 시인 윌리엄 블레이크의 작품 "신화(mythology)"에서 이름을 따왔다.